# Richard Cox
Richard Cox, född 1500 i Whaddon, Buckinghamshire, död 1581, var prelat och biskop i England och förmyndare åt Edvard VI av England tillsammans med John Cheke.
Cox utbildades på Eton College på vilket han senare blev rektor. Han var mycket lärd och djupt troende protestant. Emedan han upptog reformationens principer fängslades han, men frigavs senare på inrådan av Thomas Cranmer. Han var ärkediakon i Ely stift och blev 1546 domprost i Katedralen i Oxford. Efter förmyndarskapet åt Edvard VI blev han den unge kungens kammarråd. Under drottning Elizabeth I:s styre utsågs han 1559 först till biskop av Norwich stift, men drottningen ändrade sig och skickade honom i stället till Ely stift, där han tjänade fram till sin död 1581.